# Zoo ou l'Assassin philanthrope
Zoo ou l’Assassin philanthrope sous-titrée « comédie judiciaire, zoologique et morale », est une pièce de théâtre écrite et publiée en 1963 par Vercors. Il s'agit de l'adaptation de son roman Les Animaux dénaturés » de 11 tableaux.

## Argument
Une expédition scientifique a découvert en Nouvelle-Guinée une espèce animale intermédiaire entre l'homme et le singe, les tropis. Au premier tableau du premier acte, Douglas Templemore fait venir chez lui un médecin pour constater le décès d'un nouveau-né. Il déclare avoir tué lui-même son enfant, mais celui-ci est né à la suite de l'insémination artificielle d'une femelle tropi. Se posent alors plusieurs questions : l'enfant devait-il être considéré comme humain ? Douglas est-il donc un assassin ? Mais avant tout : « Qu'est-ce qu'un homme ? »
La volonté de Douglas est en réalité de provoquer un procès pour savoir exactement ce qu'est l'Homme. Il montre à plusieurs reprises dans la pièce qu'il n'est ni pour ni contre le fait que les tropis soient des singes, il veut que la Cour décide de la définition exacte d'un Homme. Le procès aura lieu une première fois qui aboutira à l'incompétence des jurés. Un deuxième procès se met en place, avec les interventions, entre autres, d'un anthropologue, d'un bénédictin, d'un géologue, d'un médecin légiste et d'un paléontologue. L'intérêt de la pièce, outre un aspect humoristique très marqué, réside dans la confrontation des connaissances et des points de vue.
Quant à son issue, elle ne fait guère de doutes, un ministre ayant déclaré au juge, lors d'un entretien privé précédant l'ouverture du procès : « S'il ressortait de ce procès, par malheur, voyez-vous… que ces tropis-là sont des singes, nul ne pourrait alors empêcher nos concurrents australiens de s'en servir là-bas comme d'une main-d'œuvre, disons, à bon marché. À très bon marché même. À très très bon marché. Comprenez-vous ? De sorte que nos industries nationales, ici en Angleterre, avec ces hauts salaires que nous imposent nos syndicats… ». Templemore est déclaré innocent, car il n'était pas censé connaître l'issue du procès lors du meurtre, et les tropis sont déclarés être ni des Hommes, ni des singes. La pièce se termine sous forme d'un dénouement comique, avec la présence de tous les personnages, et la joie lors du verdict sauf pour Vancruysen, l'homme d'affaires qui avait acheté la terre où vivent les tropis.

## Historique de la pièce

### DesAnimaux dénaturésàZoo
C'est en cherchant à définir ce qu'est un Homme à travers dictionnaires et encyclopédies, que Vercors remarque qu'il existe autant de définitions différentes que pour les religions et la philosophie. Il regroupe alors les points communs découverts et en donne le résultat en publiant le court essai La Sédition humaine dans le volume Plus ou moins Homme. Il en déduit que l'humain est le fruit d'une opposition consciente ou inconsciente à la nature alors que l'animal s'y soumet sans examen. Le nazisme tentant de « ramener aux injonctions de la nature », éloigne l'Homme pour se rapprocher de l'Animal.
Si Plus ou moins Homme reçoit de nombreuses critiques, Vercors remarque que celles-ci font silence sur l'essai qui ouvre le recueil La Sédition humaine. Il se rend alors compte que ses conclusions gênent tout le monde, « les catholiques comme les communistes, les rationalistes comme les bergsoniens » mais que personne ne parvient à s'opposer pourtant aux vérités dégagées. Après une discussion avec un ami anthropologue britannique, qui lui signale que de vouloir définir l'Homme par la rébellion n'a pas de sens car l'Homme est d'abord un animal zoologique, que Vercors, l’interrogeant sur la limite zoologique entre l'Animal et l'Homme, comprend que celui-ci n'est pas capable de la définir. Il imagine alors la possibilité qu'un anthropopithèque puisse être découvert à l’époque contemporaine et tous les problèmes qui en découleraient pour le classer Humain ou Animal. Ce postulat est le point de départ des Animaux dénaturés puis de Zoo.

### Les adaptations
Vercors n'envisageait pas d'écrire pour le théâtre. Il avait laissé le soin à Jean Mercure d'adapter Le Silence de la Mer. Après le succès du roman Les Animaux dénaturés, en 1952, la pièce va connaître cinq adaptations qui seront toutes abandonnées. Vercors tente alors de rédiger lui-même la pièce. Lors des obsèques de Gérard Philipe, il rencontre Jean Deschamps. Par une amie commune, Deschamps apprend l'existence de ce manuscrit. Lorsque Vercors lui fournit, il est admiratif et veut monter la pièce.
Cette pièce, adaptation des Animaux dénaturés, mais dont Vercors avait déjà abordé le sujet dans son ouvrage Plus ou moins Homme, écrite et publiée en 1959, représente ainsi les premiers pas de Vercors vers le théâtre. Dans cette première version la pièce est créée le 24 juin 1963 au festival de Carcassonne dans une mise en scène de Jean Deschamps. Les décors sont de Claude Perset et les costumes de Claude Perset et Nicole Bize. La pièce, qui rencontre le succès, est reprise en février 1964 à Paris au TNP, puis à travers l'Europe ; en particulier en septembre 1964 Zoo est en répétition à Bruxelles. Fin 1964, Otto Preminger eut même le projet – abandonné – d’adapter Zoo pour Broadway, à New York aux États-Unis. En 1975, la pièce est à nouveau jouée à Paris au Théâtre de la Ville dans une mise en scène de Jean Mercure. À cette occasion ce dernier demande à  Vercors de réécrire sa pièce. Cette deuxième version correspond à l'édition Magnard de 2003, diffusée pour marquer l'inscription de cette pièce au programme de Lettres des lycées en France.
Si les critiques en général sont bonnes, son esprit et sa portée ne sont pas compris par Jacques Lacarrière qui conclut sa critique de la pièce - il ne parle absolument pas de la mise en scène ni des acteurs mais uniquement du thème invraisemblable pour lui de celle-ci - par « N'est-il pas étonnant qu'un auteur comme Vercors ait pu se laisser prendre au piège de cet humanisme grognon, sans racine ni ouverture, tourné vers la seule dérision ; et que Zoo ait trouvé place dans un répertoire où il semble marquer une régression ? ». Dans la même critique, Lacarrière laisse percer son manque de considération pour Vercors et se permet même un cinglant, au sujet des préjugés « [...] et Vercors n'en est pas exempt, quoi qu'il en pense ». A l'opposé la revue Droit et Liberté se montre admirative : « Porter sur la scène un tel débat demandait beaucoup d'audace et l'on aurait pu craindre une oeuvre savante, dogmatique, voire ennuyeuse. En fait, cette « comédie judiciaire, zoologique et morale » est probablement le spectacle le plus réjouissant, le plus tonique, le plus savoureux que l'on puisse applaudir à Paris. Le talent, l'humour profond, l'humanisme de Vercors ont permis cet étonnant exploit d'allier le rire à la recherche philosophique, de nous amuser en nous enrichissant »

## Mises en scène notoires
Titre : Zoo ou l'Assassin philanthrope, de Vercors :
- 1963 : mise en scène de Jean Deschamps, festival de Carcassonne (création, première version)[9] ;
- 1964 :  mise en scène de Jean Deschamps, TNP Théâtre de Chaillot[10]
- 1975 : mise en scène de Jean Mercure, Théâtre de la Ville (deuxième version, pièce réécrite à cette occasion).
- 2022 : mise en scène d'Emmanuel Demarcy-Mota, Théâtre de la Ville (Espace Cardin)

## Publications
- 1964 : Collection du Théâtre National Populaire
- 1975 : Paris, L'Avant-Scène Théâtre
- 2005 : Avec Jocelyne Hubert, Paris Magnard. Collection "Classiques & contemporains"